# Втрати силових структур внаслідок російського вторгнення в Україну (серпень 2025)
У статті наведено список втрат українських військовослужбовців у російсько-українській війні за серпень 2025 року (включно).

## Поіменний перелік

### 1 серпня
- Олександр Пантюхов, 01.08.2002, Українськ[1]
- Топченко Іван — 36 ОБрМП 23.08.1984, м. Львів [2]

### 2 серпня
- Гриневич Андрій — 70 ОБрП. 11.12.2004, с. Ясенів [3]
- Озерчук Артур («Репер») — 66 ОМБр. 17.02.1990, м. Кам`янець-Подільський [4]
- Столбовський Віталій — 503 ОБМП. 29.08.1980, м. Краматорськ [5]

### 4 серпня
- Теплов Олександр — 42 ОМБр. 2.04.1979, м. Львів [5]

### 6 серпня
- Ковалишин Руслан — 3 ОШБр. 31.10.1976, м. Львів [2]

### 7 серпня
- Гриценко Марина Віталіївна («Мері») — медик 1 ШБ, 3 ОШБр. 26.5.1986, селище Ріпки. Загинула спільно з двома побратимами від атаки ворожого дрону [6]
- Кухаревич Андрій Олексійович («Ударнік») — командир роти, 63 ОМБр. Загинув поблизу села Торське Донецької області [7]

### 8 серпня
- Мальчик Степан — 425-й окремий штурмовий полк «Скала». 16.07.1987, м. Львів [8]

### 9 серпня
- Чичкан Давид Ілліч — український художник. Загинув на Запорізькому напрямку [9].
- Сердюк Ольга («Ляля») — 130 ОБ 241 ОБрТрО. Загинула на Оріхівському напрямку [10]
- Єрмоленко Семен — 125 ОВМБр. 16.06.2000, м. Волноваха [8]

### 10 серпня
- Богач Олег — 156 ОМБр. 31.05.1992, м. Львів [11]

### 11 серпня
- Скочиліс Лев-Левко — бригада АЗОВ НГУ. 2.03.2001, м. Львів [11]

### 13 серпня
- Васюк Юрій Вадимович («Юріч») — оператор БПЛА, 108 ОШБ «Вовки Да Вінчі». 4.5.1992, м. Луцьк [12][13]